# Chrysacanthia varicella
Chrysacanthia varicella is een insect uit de familie van de gaasvliegen (Chrysopidae), die tot de orde netvleugeligen (Neuroptera) behoort. 
Chrysacanthia varicella is voor het eerst wetenschappelijk beschreven door Fraser in 1951.